# 敷信村
敷信村（しのう / しきのぶ むら）は、広島県比婆郡にあった村。現在の庄原市の一部にあたる。

## 地理
西城川支流・戸郷川と、馬洗川水系・本村川の流域に位置していた。

## 歴史
- 1889年（明治22年）4月1日、町村制の施行により、三上郡板橋村、新庄村、是松村、実留村、一木村、高門村が合併して村制施行し、敷信村が発足[1][2]。旧村名を継承した板橋、新庄、是松、実留、一木、高門の6大字を編成[2]。
- 1898年（明治31年）10月1日、郡の統合により比婆郡に所属[1][2]。
- 1912年（明治45年）敷信村信用購買組合設立[2]。
- 1921年（大正10年）前後、村内に電灯普及[2]。
- 1948年（昭和23年）敷信村農業協同組合設立[2]。
- 1954年（昭和29年）3月31日、比婆郡庄原町、高村、本田村、山内東村、山内西村、山内北村と合併し、市制施行し庄原市を新設して廃止された[1][2]。

### 地名の由来
中世の信敷荘の西半にあたるとされ、村名は「信敷」とされるところ誤認があり「敷信」とされた。

## 産業
- 農業[2]

## 教育
- 1947年（昭和22年）敷信中学校開校[2]